# Synagoge (Leiwen)

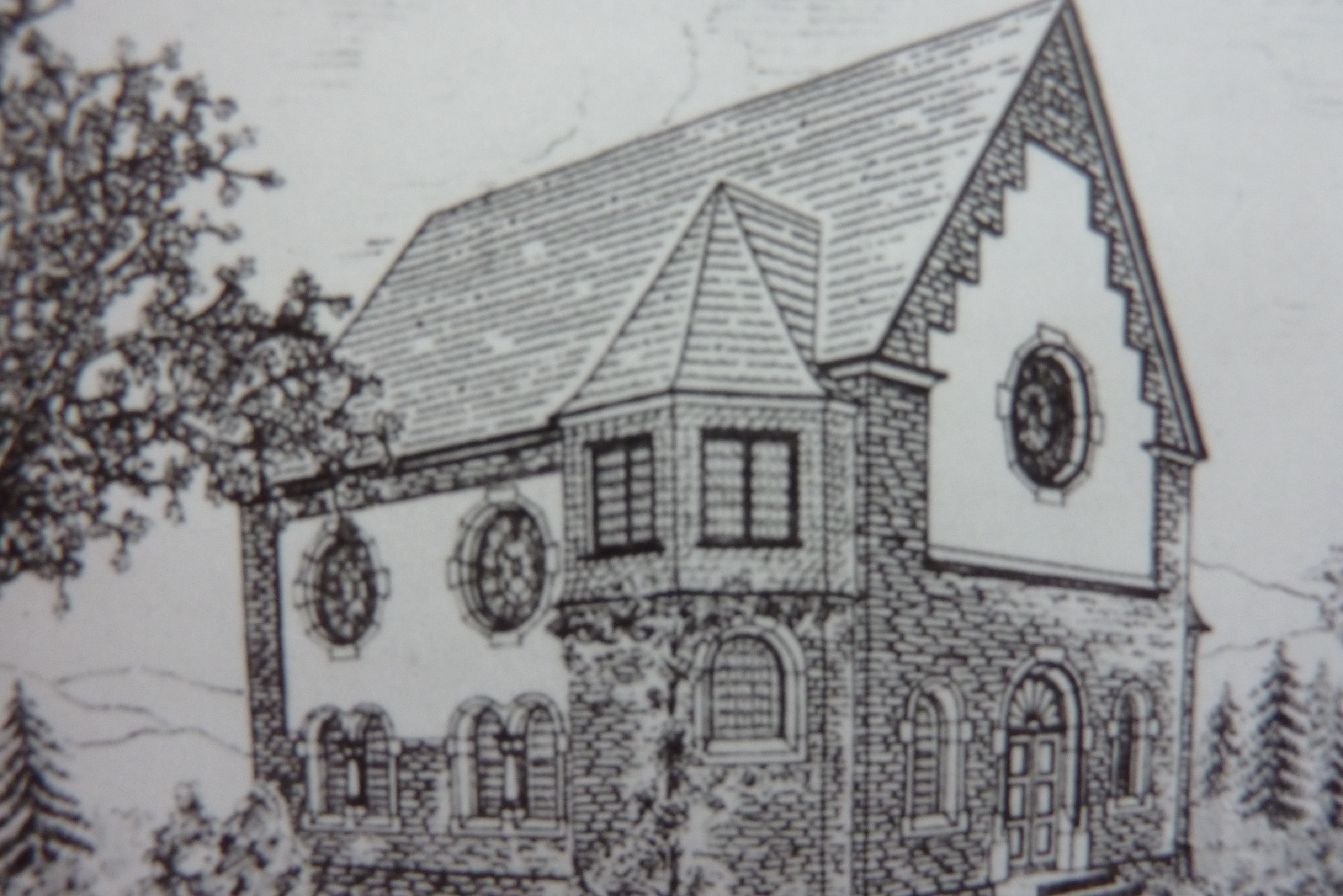
Synagoge in Leiwen, Zeichnung von Jacob Ritter (1913)

Die Synagoge in Leiwen, einer Gemeinde im Landkreis Trier-Saarburg in Rheinland-Pfalz, war eine Synagoge, die 1912/13 errichtet und während der Novemberpogrome 1938 verwüstet wurde. Die Synagoge befand sich in der Römerstraße auf dem heutigen Gelände der Firma Reh Kendermann.

## Geschichte
Die jüdische Gemeinde Leiwen besaß bis 1913 einen Betsaal Ecke Euchariusstraße/Laurentiusstraße (früher Ecke Bahnhofstraße/Hannagass). 1910 kaufte die jüdische Gemeinde ein Grundstück am damaligen Ende der Römerstraße und errichtete ab 1912 nach den Plänen des Trierer Architekten Jacob Reiter eine Synagoge. Am 11. und 12. Juli 1913 fand die feierliche Einweihung statt.
In der Zeit des Nationalsozialismus wurde die Synagoge am 10. November 1938 durch SS-Männer und Parteimitglieder der NSDAP aus Leiwen verwüstet. Die jüdischen Bewohner von Leiwen wurden an das Moselufer getrieben und dort gezwungen, die Torarollen, Gewänder, Bücher, Leuchter und Kerzen zu verbrennen.
Das Gebäude wurde bis Juli 1940 als Kindergarten genutzt und danach als Kriegsgefangenenlager. Nach 1945 wurde die Synagoge an die Firma Carl Reh verkauft, die es zunächst als Lagerhalle verwendete und einige Jahre später abreißen ließ. Eine Gedenktafel ist nicht vorhanden.

## Architektur
Der freistehende historisierende Bruchsteinbau besaß eine Eingangsfassade mit Ecklisenen und einem abgetreppten Fries. In der Giebelspitze befand sich ein Davidstern und darunter ein Rundfenster. Auch an den Längsseiten gab es Rundfenster im oberen Teil sowie gekuppelte Zwillingsfenster mit Rundbögen im unteren Bereich. An der nördlichen Längsseite war ein Treppenhaus als Zugang zur Frauenempore angebaut. Das Lünettenportal mit zweiflügeliger Kassettentür, der Eingang für die Männer, führte in einen Vorraum und dann in den Betsaal. Rechts im Vorraum war die Tür zum Unterrichtsraum, wo Religion und hebräisch gelehrt wurde.